# Džerom K. Džerom
Džerom Klapka Džerom (2. maj 1859 – 14. jun 1927) bio je engleski pisac i humurista, koji je najbolje poznat po komičnom putopisu Three Men in a Boat (1889).
Ostala dela obuhvataju zbirke eseja Idle Thoughts of an Idle Fellow (1886) i Second Thoughts of an Idle Fellow; Three Men on the Bummel, nastavak dela Three Men in a Boat i nekoliko drugih romana.

## Detinjstvo i mladost
Džerom je rođen u Kaldmoru u Volsolu, Engleska. On je bio četvrto dete Margarite Džouns i Džeroma Klapa (koji je kasnije promenio ime u Džerom Klap Džerom). Njegov otac je bio gvožđar i sveštenik, koji se površno bavio arhitekturom. Džerom je imao dve sestre, Polinu i Blandinu, i jednog brata, Miltona, koji je umro u ranoj mladosti. Džerom je registrovan kao Džerom Klap Džerom, po izmenjenom imenu njegovog oca, a Klapka izgleda da je kasnija varijacija (po prognanom mađarskom generalu Đerđu Klapki). Porodica je pala u siromaštvo zbog loših investicija u lokalnu rudarsku industriju, a sakupljači dugova često su je posećivali, što je iskustvo koje je Džerom živo opisao u svojoj autobiografiji „Moj život i vremena” (1926).

## Glumačka karijera i rani književni radovi
Džerom je bio inspirisan ljubavlju svoje starije sestre Blandine prema pozorištu i odlučio je da se oproba u glumi 1877. pod umetničkim imenom Harold Krajton. On se pridružio repertoarskoj trupi koja je proizvodila predstave sa skromnim budžetom, često se oslanjajući na oskudna sredstva glumaca – Džerom je u to vreme bio bez novca – da bi kupio kostime i rekvizite. Posle tri godine na putu bez evidentnog uspeha, 21-godišnji Džerom je odlučio da mu je dosta scenskog života i potražio je druga zanimanja. Pokušao je da postane novinar, pišući eseje, satire i kratke priče, ali većina njih je odbijena. Tokom narednih nekoliko godina bio je školski učitelj, paker i advokatski službenik. Konačno, 1885. imao je izvesnog uspeha sa delom On the Stage – and Off (1885), komičnim memoarima o njegovim iskustvima sa glumačkom trupom, nakon čega je usledio rad Idle Thoughts of an Idle Fellow (1886), zbirka humorističkih eseja koji su se ranije pojavili u novoosnovanom časopisu Home Chimes, istom časopisu koji će kasnije serijalizirati Tri čoveka u čamcu.
Džerom se 21. juna 1888. oženio Džordžinom Elizabet Henrijetom Stenli Maris („Eti“), devet dana nakon što se ona razvela od svog prvog muža. Iz prethodnog petogodišnjeg braka imala je ćerku po nadimku Elsi (njeno kršteno ime je bilo Džordžina). Medeni mesec su proveli na Temzi „u malom čamcu“, što je ostavilo značajan utisak na njegovo sledeće i najvažnije delo, Tri čoveka u čamcu.

## Tri čoveka u čamcui kasnija karijera
Džerom je seo da napiše Tri čoveka u čamcu čim se par vratio sa medenog meseca. U romanu su njegovu suprugu zamenili dugogodišnji prijatelji Džordž Vingrejv (Džordž) i Karl Hentšel (Haris). To mu je omogućilo da stvori komične (i nesentimentalne) situacije koje su ipak bile isprepletene sa istorijom regiona Temze. Knjiga, objavljena 1889. godine, odmah je doživela uspeh i nikada nije izašla iz štampe. Njegova popularnost je bila tolika da je broj registrovanih brodova na Temzi porastao za pedeset odsto u godini nakon objavljivanja, i značajno je doprineo da Temza postane turistička atrakcija. Samo u prvih dvadeset godina, knjiga je prodata u preko milion primeraka širom sveta. Adaptirana je u filmove, TV, radio emisije, pozorišne predstave, pa čak i mjuzikl. Njegov stil pisanja uticao je na mnoge humoriste i satiričare u Engleskoj i drugde.
Uz finansijsku sigurnost koju je obezbedila prodaja knjige, Džerom je mogao sve svoje vreme da posveti pisanju. Napisao je niz drama, eseja i romana, ali nikada nije uspeo da povrati uspeh Tri čoveka u čamcu. Godine 1892, Robert Bar ga je izabrao da uređuje The Idler (preko Radjarda Kiplinga). Časopis je bio ilustrovani satirični mesečnik za gospodu (koja je, prateći temu publikacije, cenila besposlenost). Godine 1893, osnovao je To-Day, ali je morao da se povuče iz obe publikacije zbog finansijskih poteškoća i tužbe za klevetu.
Džeromova predstava Bijaric je prikazivana dva meseca u Pozorištu Princa od Velsa između aprila i juna 1896. godine.
Kratak boravak u Nemačkoj je 1898. inspirisao Tri čoveka na Bumelu, nastavak Tri čoveka u čamcu, ponovo uvodeći iste likove u okruženje inostrane biciklističke turneje. Knjiga ipak nije bila u stanju da u potpunosti povrati čistu komičnu energiju i istorijsku ukorenjenost svog slavnog prethodnika (nedostajući ujedinjujuću nit što je sama reka Temza) i uživala je samo skroman uspeh u poređenju sa prethodnikom. Neki od pojedinačnih komičnih vinjeta koji čine „Bumel” su dobri (ili čak finiji od) onih iz „čamca”.
Godine 1902, objavio je roman Pol Kelver, koji se smatra autobiografskim. Njegova drama iz 1908, The Passing of the Third Floor Back, uvela je mračnijeg i religioznijeg Džeronima. Glavni lik je igrao jedan od vodećih glumaca tog vremena, Džonston Forbs-Robertson, a predstava je doživela ogroman komercijalni uspeh. Dva puta je sniman, 1918 i 1935. Međutim, dramu su osudili kritičari – Maks Birbom ju je opisao kao „podlo glupu“ i kako je napisao delo „pisca desetog reda“.

## Bibliografija
Romani
- Three Men in a Boat (To Say Nothing of the Dog) (1889)
- Diary of a Pilgrimage (and Six Essays) (1891) (full text)
- Weeds: A Story in Seven Chapters (1892)
- Novel Notes (1893)
- Three Men on the Bummel (a.k.a. Three Men on Wheels) (1900)
- Paul Kelver, a novel (1902)
- Tea-table Talk (1903)
- Tommy and Co (1904)
- They and I (1909)
- All Roads Lead to Calvary (1919)
- Anthony John (1923)
- The Love of Ulrich Nebendahl (1909)
- The Philosopher's Joke (1909)

Kolekcije
- Idle Thoughts of an Idle Fellow (1886)
- Told After Supper (1891)
- John Ingerfield: And Other Stories (1894)
- Sketches in Lavender, Blue, and Green (1895)
- Second Thoughts of an Idle Fellow (1898)
- The Observations of Henry (1901)
- The Angel and the Author – and Others (1904) (20 essays)
- American Wives – and Others (1904) (25 essays, comprising 5 from The Angel and the Author, and 20 from Idle Ideas in 1905).
- Idle Ideas in 1905 (1905)
- The Passing of the Third Floor Back: And Other Stories (1907)
- Malvina of Brittany (1916)
- A miscellany of sense and nonsense from the writings of Jerome K. Jerome. Selected by the author with many apologies, with forty-three illustrations by Will Owen. 1924
- Three Men in a Boat and Three Men on the Bummel (1974)
- After Supper Ghost Stories: And Other Tales (1985)
- A Bicycle in Good Repair

Autobiografije
- My Life and Times (1926)

Antologije koje sadrže priče Džeroma K. Džeroma
- Great Short Stories of Detection, Mystery and Horror 1st Series (1928)
- A Century of Humour (1934)
- The Mammoth Book of Thrillers, Ghosts and Mysteries (1936)
- Alfred Hitchcock Presents (1957)
- Famous Monster Tales (1967)
- The 5th Fontana Book of Great Ghost Stories (1969)
- The Rivals of Frankenstein (1975)
- The 17th Fontana Book of Great Ghost Stories (1981)
- Stories in the Dark (1984)
- Gaslit Nightmares (1988)
- Horror Stories (1988)
- 100 Tiny Tales of Terror (1996)
- Knights of Madness: Further Comic Tales of Fantasy (1998)
- 100 Hilarious Little Howlers (1999)

Kratke priče
- The Haunted Mill (1891)
- The New Utopia Архивирано на веб-сајту  (30. август 2020)[10] (1891)
- The Dancing Partner (1893)
- Evergreens
- Christmas Eve in the Blue Chamber
- Silhouettes
- The Skeleton
- The Snake
- The Woman of the Saeter

Drame
- Pity is Akin to Love (1888)[11]
- New Lamps for Old (1890)
- The Maister of Wood Barrow: play in three acts (1890)
- What Women Will Do (1890)
- Birth and Breeding (1890) – based on Die Ehre, produced in New York in 1895 as "Honour"
- The Rise of Dick Halward (1895), produced in New York the previous year as "The Way to Win a Woman"
- The MacHaggis (1897)
- John Ingerfield (1899)
- The Night of 14 Feb.. 1899: a play in nine scenes
- Miss Hobbs: a comedy in four acts (1902) – starring Evelyn Millard
- Tommy (1906)
- Sylvia of the Letters (1907)
- Fanny and the Servant Problem, a quite possible play in four acts (1909)
- The Master of Mrs. Chilvers: an improbable comedy, imagined by Jerome K. Jerome (1911)
- Esther Castways (1913)
- The Great Gamble (1914)
- The Three Patriots (1915)
- The Soul Of Nicholas Snyders : A Mystery Play in Three Acts (1925)
- The Celebrity: a play in three acts  (1926)
- Robina's Web ("The Dovecote", or "The grey feather"): a farce in four acts
- The Passing of the Third Floor Back (1908) (the basis of a 1918 film and a 1935 film)
- The Night of Feb. 14th 1899 – never produced[11]
- A Russian Vagabond – never produced
- The Disagreeable Man – never produced

## Spoljašnje veze
- Džerom K. Džerom на сајту Пројекат Гутенберг (језик: енглески)
- Дела Jerome K. Jerome на сајту Фејдид пејџ Канада

- Džerom K. Džerom на сајту Internet Archive (језик: енглески)
- Džerom K. Džerom на сајту LibriVox (језик: енглески)
- „Jerome, Jerome Klapka”.  (на језику: енглески). 15 (11 изд.). 1911.
- Jerome K. Jerome на веб-сајту , са 116 каталошких евиденција